# Überparteilichkeit
Der Begriff der Überparteilichkeit bedeutet im weitesten Sinne Neutralität und Unabhängigkeit. Im Bereich des Sports und der Rechtsprechung wird die Rolle des Schiedsrichters als Unparteiischer bezeichnet. Der Begriff Überparteilichkeit findet primär in der politischen Diskussion Anwendung.
Im engeren Sinne des politischen Verständnisses bedeutet überparteilich vor allem, über den Parteien stehen, bzw. nicht von ihnen abhängig zu sein. Vornehmlich wird dieser Begriff zur Charakterisierung etwa von Massenmedien, Diplomaten oder Personen des Rechts gebraucht.
Das Gegenteil von Überparteilichkeit ist Parteilichkeit. Das Prinzip der Parteilichkeit war im Realsozialismus die rechtsstaatswidrige Aufforderung an Politik, Verwaltung und Justiz, parteilich (im Interesse der „Arbeiterklasse“) zu handeln.

## Einzelne Anwendungen des Begriffs

### Deutschland: Überparteilichkeit des Bundespräsidenten
Es gehört zu den politischen Traditionen der Bundesrepublik Deutschland und auch der Republik Österreich, dass der Bundespräsident (obwohl durch eine Mehrheit der ihn tragenden Parteien gewählt) sein Amt überparteilich ausübt. Hierzu gehört, dass er seine Parteimitgliedschaft ruhen lässt und (von wenigen Ausnahmen abgesehen) nicht aus Parteiloyalität handelt.
Die geforderte Überparteilichkeit des deutschen Bundespräsidenten spiegelt sich vor allem im Ausschluss von der Regierungsverantwortung und der Ausübung von ebenso in Art. 55 GG als Parteiämter und Mandate sowie gewerbliche Tätigkeiten normierten „Inkompatibilitäten“ wider, die mit dem Amt des Bundespräsidenten unvereinbar sind. Dadurch sollen einerseits die „personale Gewaltenteilung“ und andererseits die „hinreichende Interessentrennung“ sichergestellt werden.

### Schweiz: Bundesrat
Der Tradition der schweizerischen Konsensdemokratie entsprechend verhalten sich die Mitglieder der Landesregierung überparteilich, auch wenn sie versuchen, die Interessen ihrer Partei in die Regierung einzubringen. Im Gegensatz zu Deutschland verzichtet das Regierungsmitglied auf jegliche parteiliche Ämter und es distanziert sich weitgehend von seiner Partei. Gegen Außen vertritt jedes Regierungsmitglied, ungeachtet seiner Partei, die Haltung des gesamten Bundesrates.

### Überparteilichkeit von Monarchen
In Monarchien sind die Monarchen vielfach per Verfassung zur Überparteilichkeit verpflichtet oder streben aus Machtgründen eine überparteiliche Rolle an. Bekannt ist z. B. das Zitat von Kaiser Wilhelm II zu Beginn des Ersten Weltkrieges, mit dem er die Diskussion über den Krieg innerhalb der Parteien durch den Verweis auf seine Überparteilichkeit unterbinden wollte:

„Ich kenne keine Partei mehr, ich kenne nur Deutsche!“

Auch im Vereinigten Königreich praktiziert das Königshaus eine strenge Zurückhaltung sowohl gegenüber den Parteien als auch dem politischen Betrieb.

### Zeitungen
Früher vielfach anzutreffende Parteizeitungen sind heute am Markt weitgehend verschwunden. Die weitaus größte Zahl der Zeitungen betrachtet und bezeichnet sich heute als überparteilich. Dieses Selbstverständnis steht in einem Spannungsfeld zu der teilweise klaren politischen Ausrichtung mancher Zeitungen. Aufmerksamkeit erregte die Frankfurter Rundschau als sie am 3. August 2004 mit einem falschen Titelkopf ausgeliefert wurde. Im Titelkopf stand nicht wie sonst „unabhängige“, sondern „abhängige“ Tageszeitung. Die Geschäftsführung betonte, es handele sich um einen technischen Fehler. In der Presse wurde aber über einen Zusammenhang mit der Übernahme von 90 % der Anteile der Zeitung durch die SPD-Medienholding DDVG spekuliert.

### Kommunale Wählergemeinschaften
Kommunale Wählergemeinschaften haben zwar die Funktion einer Kommunalpartei, sind aber nach ihrem Selbstverständnis im Regelfall überparteilich. Eine Mitgliedschaft in einer Wählergemeinschaft und in einer Partei sind daher aus Sicht der Wählergemeinschaft gleichzeitig möglich. Entsprechend tragen viele Wählergruppen die Namensbestandteile „Unabhängige Wählergemeinschaft“ „UWG“ oder „Überparteiliche Wählergemeinschaft“ ÜWG.

## Weiteres
In den USA, deren politisches System von den zwei starken Parteien Republikanische Partei und Demokratische Partei geprägt ist, ist der Begriff both sides of the aisle (Beide Seiten des Ganges) ein fester Begriff für den Terminus Überparteilichkeit. Er spielt darauf an, dass sich in der Mitte des Senats ein breiter Gang befindet, der die demokratischen Senatoren von den republikanischen trennt. Im britischen Westminster-System ist von crossing the floor (den Gang überschreitend) die Rede. Dieser Ausdruck spielt auf das Unterhaus an, wo sich Tories und Mitglieder der Labour Party gegenübersitzen.